# Izba Pamięci Ziemi Małogoskiej w Małogoszczu
Izba Pamięci Ziemi Małogoskiej w Małogoszczu – muzeum położone w Małogoszczu. Mieści się w budynku dawnej Betanii, będącym zarazem najstarszym obiektem w mieście.
Muzeum powstało w 1998 roku z inicjatywy Towarzystwa Przyjaciół Małogoszcza. Aktualnie są w nim prezentowane ekspozycje: etnograficzna, obrazująca życie mieszkańców Małogoszcza w dawnych czasach oraz archeologiczna. W skład wystawy etnograficznej wchodzą eksponaty związane m.in. z historią tutejszego szewstwa oraz pożarnictwa.
Muzeum czynne jest w czwartki oraz po uzgodnieniu z członkami Towarzystwa.